# Pucelj
Pucelj je priimek več znanih Slovencev:
- Boštjan Pucelj (*1979), fotograf
- Gregor Pucelj, novinar
- Ivan Pucelj (1877—1945), živinorejski strokovnjak, pisatelj in politik
- Ivan Pucelj (1906—1979), živinorejski strokovnjak in pedagog
- Ivan Pucelj (1930—?), matematik in pedagog
- Jan Pucelj (*1990), rokometaš
- Janez Pucelj (1890—1964), pesnik, prevajalec (duhovnik)
- Janez Pucelj, gospodarstvenik (direktor Jelovice)
- Jože Pucelj (*1944), jezuit, dr., svetovalec terapevt, publicist
- Maja Pucelj (*1982), sociologinja, religiologinja
- Maša Pucelj (*2006), odbojkarica